# Paigallend
Paigallend (zu deutsch etwa „auf der Stelle Fliegen“) ist der Titel eines Romans des estnischen Schriftstellers Jaan Kross (1920–2007). Es war Kross’ vorletzter Roman.

## Roman
Der Roman erschien 1998 in estnischer Sprache. Er hat im estnischen Original 376 Seiten. Das Buch trägt den Untertitel Ullo Paeranna romaan („Roman über Ullo Paerand“).
Paigallend erzählt die (fiktionale) Lebensgeschichte von Ullo Paerand. Er gehört derselben Generation wie der Autor Jaan Kross an.
Paerands Biographie ist eng mit dem Schicksal der Esten in der ersten Hälfte des 20. Jahrhunderts verwoben. Die Geschichte wird teilweise von Paerand als Ich-Erzähler, teilweise aus Sicht von Paerands Schulkameraden Jaak Sirkel erzählt. Sirkel, Kross’ Alter Ego, ist ein Charakter, der in mehreren Werken von Jaan Kross vorkommt, unter anderem in seinem Roman Wikmani poisid.

## Handlung
Paerand wird als Einzelkind unter dem Namen Ulrich Berends in eine typische estnische Familie der Mittelklasse geboren. Der Entwicklungsroman beginnt mit einem Rückblick Paerands auf eine Kindheitsreise ins Deutschland der 1920er Jahre. Paerands Kindheit ist glücklich. Wirtschaftliche Schwierigkeiten beginnen, als sein Vater die Familie verlässt. Magere Jugendjahre folgen. Doch Paerand kämpft mit seiner Mutter für eine bessere Zukunft. Er schafft den Abschluss an einer der besten Schulen Tallinns.
Dank seiner schnellen Auffassungsgabe, seines guten Gedächtnisses und seines unternehmerischen Geschicks gelingt Paerand der Aufstieg. Er schafft es bis in eine Führungsposition der estnischen Staatskanzlei. Doch dann kommt die sowjetischen Besetzung Estlands 1940/41, gefolgt von der deutschen Besetzung 1941 bis 1944. Die estnische Selbständigkeit wird vernichtet.
Paerand schließt sich den estnischen Nationalisten an, die ein freies Estland wiederherstellen wollen. Die Gelegenheit, mit Hilfe eines Vertreters des Vatikans ins westliche Exil zu fliehen, lehnen er und seine Frau im letzten Moment ab.
1944 folgt die zweite sowjetische Besetzung Estlands, die bis in die 1990er Jahre andauern sollte. Die kommenden vierzig Jahre bis zu seinem Tod in den 1980er Jahren muss sich Paerand als einfacher Arbeiter verdingen. Ein wirtschaftlicher oder gesellschaftlicher Aufstieg ist ihm unter sowjetischer Herrschaft aufgrund seiner Vergangenheit nicht mehr möglich. Er stellt künftig Koffer in einer Fabrik her.
Paerand zieht sich in die Selbstverleugnung und innere Emigration zurück. Ein Schicksal, das er mit vielen gleichaltrigen Esten teilen musste. Der Roman endet mit einer Vision Paerands: er trifft seinen gealterten Vater wieder, der mit dessen Geliebter in den Westen geflohen war.

## Übersetzungen
- 1999: Finnisch – „Paikallaanlento. Ullo Paerandin romaani“
- 2000: Russisch – „Полет на месте. Роман Улло Паэранда“
- 2002: Lettisch – „Lidojums uz vietas“
- 2003: Englisch – „Treading Air“
- 2003: Litauisch – „Sustingęs skrydis. Ullo Paerando romanas“
- 2006: Französisch – „Le vol immobile“
- 2007: Schwedisch – „På stället flyg“
- 2008: Niederländisch – „Luchtfietsen“
- 2015: Spanisch – „Vuelo estático“

Eine vollständige Übersetzung ins Deutsche liegt bislang nicht vor.